# László Csávás
László Csávás (ur. 19 września 1934 w Budapeszcie) – węgierski skoczek narciarski, olimpijczyk z 1964. Czterokrotnie startował w Turnieju Czterech Skoczni.
Na arenie międzynarodowej zadebiutował 28 grudnia 1962 podczas pierwszego konkursu 11. Turnieju Czterech Skoczni, w którym zajął 41. pozycję. Najlepszy wynik w karierze osiągnął podczas noworocznego konkursu, rozegranego w tym samym sezonie w Garmisch-Partenkirchen. Zajął wówczas 25. pozycję, jedyny raz w karierze zajmując miejsce w pierwszej trzydziestce zawodów. W całym cyklu został sklasyfikowany na 29. pozycji, gromadząc w sumie 675,4 punktów. Był to najlepszy wynik w historii jego startów w Turnieju Czterech Skoczni. Wystartował także w trzech konkursach kolejnej edycji oraz jednym konkursie 13. Turnieju Czterech Skoczni. Karierę zakończył po starcie we wszystkich czterech konkursach 14. edycji tego cyklu, w których w sumie zdobył 644,6 punktów i został sklasyfikowany na 51. miejscu.
W 1964 wystartował w obu konkursach skoków narciarskich podczas Zimowych Igrzysk Olimpijskich 1964. Na skoczni normalnej Toni-Seelos-Olympiaschanze zajął przedostatnie, 52. miejsce, a na skoczni dużej Bergisel był 49., wyprzedzając trzech innych zawodników.

## Igrzyska olimpijskie

### Indywidualnie
| 1964 Seefeld/Innsbruck | – | 52. miejsce (K-72,5), 49. miejsce (K-81) |

### Starty L. Csávása na igrzyskach olimpijskich – szczegółowo
| Miejsce | Dzień       | Rok  | Miejscowość | Skocznia                   | Punkt K | Skok 1 | Skok 2 | Skok 3 | Nota      | Strata   | Zwycięzca        |
| ------- | ----------- | ---- | ----------- | -------------------------- | ------- | ------ | ------ | ------ | --------- | -------- | ---------------- |
| 52.     | 31 stycznia | 1964 | Seefeld     | Toni-Seelos-Olympiaschanze | K-72,5  | 66,0 m | 69,0 m | 67,0 m | 170,9 pkt | 59,0 pkt | Veikko Kankkonen |
| 49.     | 9 lutego    | 1964 | Innsbruck   | Bergisel                   | K-81    | 75,0 m | 74,0 m | 71,0 m | 169,8 pkt | 60,9 pkt | Toralf Engan     |

## Turniej Czterech Skoczni

### Wyniki
| 11. Turniej Czterech Skoczni |                        |                        |               |       |
| Oberstdorf                   | Innsbruck              | Garmisch-Partenkirchen | Bischofshofen | klas. |
| 41                           | 45                     | 25                     | 33            | 29    |
| 12. Turniej Czterech Skoczni |                        |                        |               |       |
| Oberstdorf                   | Garmisch-Partenkirchen | Innsbruck              | Bischofshofen | klas. |
| 71                           | –                      | 70                     | 48            | ?     |
| 13. Turniej Czterech Skoczni |                        |                        |               |       |
| Oberstdorf                   | Garmisch-Partenkirchen | Innsbruck              | Bischofshofen | klas. |
| 62                           | –                      | –                      | –             | ?     |
| 14. Turniej Czterech Skoczni |                        |                        |               |       |
| Oberstdorf                   | Garmisch-Partenkirchen | Innsbruck              | Bischofshofen | klas. |
| 54                           | 61                     | 59                     | 60            | 51    |